# Parafia Świętego Mikołaja - Sanktuarium Kalwaryjskie w Wielu
Parafia Świętego Mikołaja – Sanktuarium Kalwaryjskie w Wielu − rzymskokatolicka parafia w Wielu. Należy do dekanatu Brusy, diecezji pelplińskiej. Mieści się przy ulicy Derdowskiego w Wielu.
Swoim zasięgiem obejmuje miejscowości: Borsk, Dąbrowa, Górki, Czyste, Zabrody, Joniny, Kliczkowy, Przytarnia, Wdzydze Tucholskie, Huta, Broda.
Kościół parafialny pw. św. Mikołaja zbudowano w latach 1904–1906 według projektu Rogera Sławskiego z Poznania. Utrzymany jest w stylu neobarokowym. Kościół jest murowany z cegły, pokryty na zewnątrz tynkiem. Jest największą budowlą sakralną wielewskiego sanktuarium. Został zbudowany na miejscu poprzedniego, drewnianego kościoła z 1728. Kościół konsekrował 7 lipca 1912 roku ks. biskup pomocniczy Jakub Klunder.
W 1927 roku proboszczem był Józef Wrycz, odznaczony Srebrnym Krzyżem Zasługi za pracę narodową i społeczną.
Kościół parafialny pw. Św. Mikołaja wraz z przyległym cmentarzem, został wpisany do rejestru zabytków województwa pomorskiego 4 czerwca 1998 roku pod pozycją nr 1663 (dawny numer rejestru 1188).

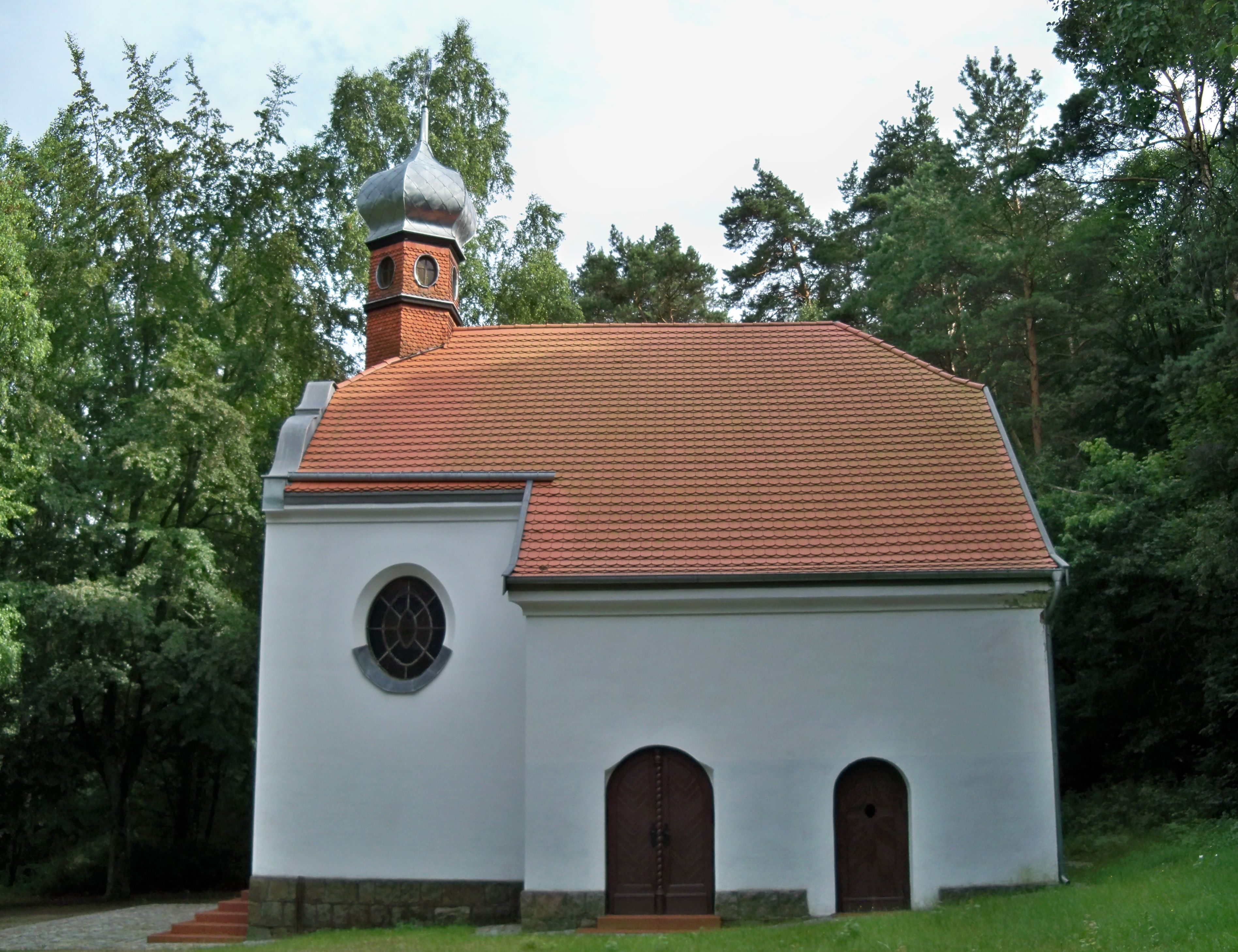
Kalwaria Wielewska kaplica grobu

Główną atrakcją Wiela jest Kalwaria Wielewska, wybudowana w latach 1915–1927 na podstawie projektu monachijskiego architekta – Theodora Mayr. Kalwaria powstała z inicjatywy miejscowego proboszcza – księdza Szydzika. Grunty pod kalwarię uzyskane zostały od miejscowego gospodarza – pana Durajewskiego. Kalwaria powstała dzięki środkom własnym parafii oraz licznym ofiarom i darowiznom.  Pierwszą wybudowaną kaplicą był „Ogrójec”, który poświęcony został dnia 19 sierpnia 1915 roku. 
Kalwaria Wielewska (23 obiekty), została wpisana do rejestru zabytków województwa pomorskiego 1 lipca 1998 roku pod pozycją nr 1667 (dawny numer rejestru 1189).